# Junonia orthosia
Junonia orthosia är en fjärilsart som beskrevs av Johann Christoph Friedrich Klug 1845. Junonia orthosia ingår i släktet Junonia och familjen praktfjärilar. Inga underarter finns listade i Catalogue of Life.